# Nasrin Oryakhil
Nasrin Oryakhil, född 1964 i Kabul, Afghanistan är en afghansk läkare och minister.
Oryakhil är en läkare med specialisering inom gynekologi och mödravård. Hon har arbetat vid Malalai Maternity Hospital  i Kabul, där hon också varit chef. 
Hon har hjälpt till att stärka statusen för barnmorskor i Afghanistan och stöttat starten av Afghan Midwives Association. 
År 2014 tilldelades Oryakhil International Women of Courage Award.
Oryakhil har varit minister i Afghanistans regering, inom området arbete, sociala affärer, martyrer och handikappade mellan 2015 och 2016. Efter en anmälan och efterföljande rättsprocess blev hon diskvalificerad från sin post.
Oryakhil kom tillbaka som minister på samma post år 2020.